# Mordellistena lebisi
Mordellistena lebisi es una especie de coleóptero de la familia Mordellidae.

## Distribución geográfica
Habita en Madagascar.